# Cool Air
" Cool Air " é um conto do escritor americano de ficção de terror H.P. Lovecraft, escrito em março de 1926 e publicado na edição de março de 1928 de Tales of Magic and Mystery .

## Enredo
O narrador oferece uma história para explicar por que uma "lufada de ar frio" é a coisa mais detestável para ele. Sua história começa na primavera de 1923, quando ele procurava moradia na cidade de Nova York . Ele finalmente se instala em um brownstone convertido na West Fourteenth Street . Investigando um vazamento químico do andar de cima, ele descobre que o morador acima de seu quarto é um médico estranho, velho e recluso. Um dia o narrador sofre um ataque cardíaco e, lembrando-se de que mora um médico lá em cima, sobe as escadas e encontra o Dr. Muñoz pela primeira vez.
O médico demonstra incríveis habilidades médicas e salva o narrador com uma combinação de medicamentos. O narrador fascinado volta regularmente para se sentar e aprender com o médico. À medida que as conversas continuam, fica cada vez mais evidente que o médico tem uma obsessão em desafiar a morte por todos os meios disponíveis.
O quarto do médico é mantido a aproximadamente 56 graus Fahrenheit (13 graus Celsius) usando um sistema de refrigeração à base de amônia ; as bombas são acionadas por um motor a gasolina . Com o passar do tempo, a saúde do médico piora e seu comportamento se torna cada vez mais excêntrico. O sistema de refrigeração é continuamente atualizado, até o ponto em que algumas áreas de seus quartos estão congelando, até uma noite em que a bomba quebra.
Sem explicação, o médico em pânico implora freneticamente ao amigo para ajudá-lo a manter seu corpo fresco. Incapaz de consertar a máquina até de manhã, eles recorrem a que o médico fique em uma banheira cheia de gelo. O narrador gasta seu tempo reabastecendo o gelo, mas logo é forçado a contratar outra pessoa para fazê-lo. Quando ele finalmente encontra mecânicos competentes para consertar a bomba, é tarde demais.
Ele chega ao apartamento a tempo de ver os restos mortais do médico em rápida decomposição e uma carta apressada e "terrivelmente manchada". O narrador o lê; para seu horror, ele descobre que o Dr. Muñoz morreu 18 anos antes. Recusando-se a se render à morte, ele manteve a aparência de vida usando vários métodos, dependendo da refrigeração para atrasar a decomposição.

## Inspiração

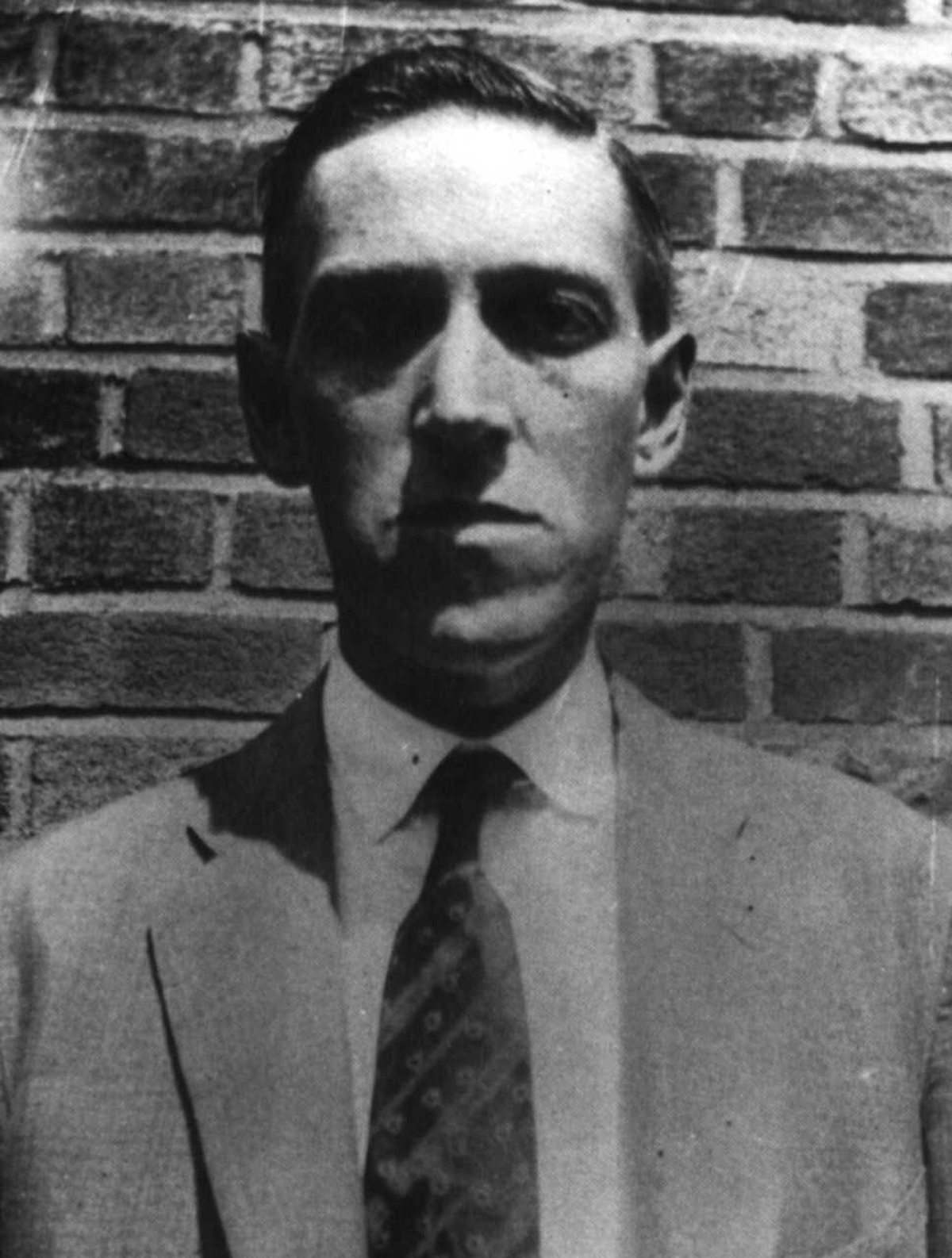
H.P. Lovecraft no Brooklyn, 11 de julho de 1931

Lovecraft escreveu "Cool Air" durante sua infeliz estadia em Nova York, na qual escreveu três histórias de terror com um cenário de Nova York. Em "Lovecraft's New York Exile", David E. Schultz cita o contraste que Lovecraft sentiu entre seu apartamento, abarrotado de relíquias de sua amada Nova Inglaterra, e o bairro de imigrantes de Red Hook, perto de onde ele morava, como inspiração para a "justaposição inquietante de opostos" que caracteriza o conto. Como o personagem principal da história, sugere Shultz, Lovecraft, separado de sua terra natal , Providence, Rhode Island, sentiu-se apenas passando pelos movimentos da vida.
O edifício que é o cenário principal da história é baseado em uma casa na 317 West 14th Street, onde George Kirk, um dos poucos amigos de Lovecraft em Nova York, viveu brevemente em 1925. O ataque cardíaco do narrador lembra o de outro amigo de Lovecraft de Nova York, Frank Belknap Long, que abandonou a Universidade de Nova York por causa de seu problema cardíaco. A fobia do narrador sobre o ar frio é uma reminiscência do próprio Lovecraft, que era anormalmente sensível ao frio.
Schultz indica que a principal fonte literária de "Cool Air" é " The Facts in the Case of M. Valdemar ", de Edgar Allan Poe, descrita como a história de Poe favorita de Lovecraft depois de " The Fall of the House of Usher ". Lovecraft havia acabado de terminar o capítulo Poe de sua pesquisa " Supernatural Horror in Literature " na época em que escreveu o conto. Lovecraft, no entanto, afirmou anos depois que a história que inspirou "Cool Air" foi " The Novel of the White Powder ", de Arthur Machen, outro conto de desintegração corporal.

## Personagens
- Doutor Muñoz: Um médico espanhol de "inteligência impressionante, com incrível genética e criação", ele é descrito como "baixo, mas de proporções requintadas", com um "rosto nobre de expressão magistral, embora não arrogante", "uma barba curta, mas cheia, de cor acinzentada", "olhos cheios e escuros" e "nariz aquilino".[7] Ele se autodenomina "o pior inimigo da morte", e aquele que "afundou sua fortuna e perdeu todos os seus amigos em uma vida de experimentos bizarros dedicados à sua perplexidade e extirpação".[8] Dizendo que sente uma "repugnação" no primeiro encontro com Muñoz que "nada em seu aspecto poderia justificar", o narrador comenta sobre "o frio e o tremor de suas mãos sem sangue" e que sua respiração era imperceptível.[8]

Uma Enciclopédia H.P. Lovecraft sugere que Muñoz pode ter sido modelado no vizinho de Lovecraft no Brooklyn, descrito por Lovecraft como “o bastante celebrado Dr. Love, senador do estado e padrinho do famoso 'Clean Books bill' em Albany... evidentemente imune ou indiferente ao declínio." Este é presumivelmente William L. Love, um médico e maçom do Brooklyn que foi senador estadual de 1923 a 1932.
- O narrador sem nome que veio a Nova York para fazer "um trabalho de revista monótono e inútil". Ele passou por várias pensões baratas até descobrir que a da West Fourteenth Street "o enojava muito menos do que as outras que ele havia provado".[11] Depois de ser tratado por Muñoz, seu vizinho de cima, ele se torna "um discípulo e devoto do recluso talentoso".[12]

## Recepção
Enviado para a publicação regular de Lovecraft, a revista pulp Weird Tales, "Cool Air" foi rejeitado pelo editor Farnsworth Wright, uma decisão que foi chamada de "inexplicável... já que parecia ser o exato estilo de conto macabro que ele gostava." É possível que Wright temesse que "sua terrível conclusão convidasse à censura ". Peter Cannon chama "Cool Air" a história de Lovecraft "com melhor cenário em Nova York", provando-o "capaz de usar um estilo naturalista discreto para um efeito poderoso".

## Adaptações
- A edição nº 62 de Eerie da Warren Publishing apresenta uma adaptação em quadrinhos de "Cool Air" de Berni Wrightson. Mais tarde, foi reimpresso várias vezes, primeiro por Warren, depois pela Pacific Comics .
- A história "Baby... It's Cold Inside!" em Vault of Horror #17 da EC Comics é uma leve adaptação para quadrinhos de "Ar frioCool Air".
- "Cool Air" foi adaptado para cinema ou televisão pelo menos três vezes:
  - um episódio de 1971 de Night Gallery dirigido por Jeannot Szwarc com um teleplay de Rod Serling (onde o narrador foi mudado para a filha de um colega do MIT de Muñoz, a fim de acomodar um enredo romântico para a história)[carece de fontes?]
  - "The Cold", dirigido por Shusuke Kaneko a partir de um roteiro de Brent V. Friedman, um segmento do filme omnibus de Lovecraft de 1994 Necronomicon: Book of the Dead[carece de fontes?]
  - uma versão em preto e branco de 50 minutos dirigida por Bryan Moore (onde o narrador sem nome da história é substituído por Randolph Carter), lançado em 1999 como parte da Coleção HP Lovecraft.[carece de fontes?]
- O filme de terror de 2006 Cool Air (também conhecido como Cool Air de HP Lovecraft ) dirigido por Albert Pyun é baseado em "Ar frio".
- O filme de terror/splatter de 2007 Chill dirigido por Serdge Rodnunsky é vagamente baseado em "Cool Air".[15]
- A história de três partes da DC Comics Elseworlds, Batman: The Doom That Came to Gotham, adaptou o personagem de Mr. Freeze em um papel inspirado no Dr. Muñoz de "Cool Air".
- A Blue Hours Productions fez uma adaptação de "Cool Air" para o renascimento da clássica série de rádio Suspense, que começou a ser exibida na Sirius XM Radio no outono de 2012. Apresenta Adrienne Wilkinson e Daamen Krall, e foi adaptado por John C. Alsedek e Dana Perry-Hayes.
- Lions Gate lançou (em 21 de maio de 2013) uma adaptação de Albert Pyun de um roteiro de Cynthia Curnan. O filme foi intitulado Cool Air de HP Lovecraft .[16][17]
- A música "Cool Air" da banda americana de rock progressivo Glass Hammer é baseada na história. Foi originalmente lançado como parte de um álbum colaborativo de 2012 dedicado a Lovecraft intitulado The Stories of HP Lovecraft, e depois como parte de seu álbum de 2017 Untold Tales .
- A primeira edição do quadrinho de Alan Moore, Providence, se baseia fortemente em "Cool Air".[carece de fontes?]